# Ири (језеро)
Језеро Ири (енгл. Lake Erie) је језеро у Сједињеним Америчким Државама и Канади. Четврто је по величини од пет Великих језера у Северној Америци на граници САД и Канаде. Површина језера износи 25.667 km². То је најјужније, најплиће и има најмању запремину међу Великим језерима и стога има и најкраће просечно време задржавања воде. На свом најдубљем месту, језеро Ири је дубоко 210 feet (64 metres).
Налази се на територији америчких савезних држава Мичиген, Њујорк, Охајо и Пенсилванија и канадске покрајине Онтарио. Оно је најплиће и најмање језеро Великих језера по запремини. Оно је смештено испод језера Хурон. Примарни улив Ирија је река Детроит. Главни природни одлив из језера је преко реке Нијагаре, која снабдева Канаду и САД хидроелектричном енергијом док окреће огромне турбине у близини Нијагариних водопада код Левистона у Њујорку и Квинстона у Онтарију. До изливања долази преко Веландског канала, дела канала Сeн Лoврен, који преусмерава воду за бродске пролазе од Порт Колборну, Онтарио на језеру Ири, до Сент Кетринса на језеру Онтарио, висинска разлика од 326 ft (99 m). Еколошко здравље језера Ири је већ деценијама било забрињавајуће, са проблемима попут прекомерног риболова, загађења, цветања алги и еутрофикације.
Језеро је добило име по индијанском племену Ири које је живело на његовим јужним обалама. Открили су га француски истраживачи у 17. веку.

## Географија

### Географска својства
Језеро Ерие (42,2°Ј, 81,2°З) има средњу надморску висину од 571 ft (174 m). Оно има површину од 9.990 sq mi (25.874 km2), дужину од 241 mi (388 km; 209 nmi) и ширину од 57 mi (92 km; 50 nmi) у најширем делу. То је најплиће од Великих језера са просечном дубином 63 ft (19 m) и највећом дубином од 35 fathoms (210 ft; 64 m) Пошто је Ири најплиће, уједно је и најтоплије од Великих језера, а 1999. године ово је скоро постало проблем за две нуклеарне електране којима је потребна хладна језерска вода да би реактори били хладни. Топло лето 1999. довело је до тога да се температуре језера приближе граници од 85 °F (29 °C) неопходној за одржавање постројења хладним. Такође због своје плиткоће, оно се прво смрзава зими. Најплићи део језера Ири је западни слив где су дубине просечно само 25—30 ft (7,6—9,1 m); као резултат тога, „најмањи поветарац може подићи живахне таласе“, такође познате као сичеви. Према другим извештајима, „таласи се граде врло брзо”. Регион око језера познат је као „грмљавинска престоница Канаде“ са импресивним „муњама“. Понекад жестоки таласи који неочекивано настају доводе до драматичних спасавања; у једном случају, становник Кливленда који је покушавао да измери пристаниште у близини своје куће постао је заглављен, али га је спасао ронилац ватрогасне службе из Авон Лејка у Охају:
У борби против таласа, њих двоје су коначно извучени конопцем. Након што је био сат и по заробљен, Бејкер се вратио на копно, исцрпљен и изубијан, али жив.— Татјана Моралес, CBS News, 2004

### Нивои воде
Језеро Ири има језерско време задржавања од 2,6 година, што је најкраће од свих Великих језера. Површина језера је 9.910 sq mi (25.667 km2). Водостај језера Ири варира са годишњим добима као и на другим Великим језерима. Генерално, најнижи нивои су у јануару и фебруару, а највиши у јуну или јулу, иако је било изузетака. Просечан годишњи ниво варира у зависности од дугорочних падавина. Краткорочне промене нивоа често су узроковане сичевима који су нарочито високи када југозападни ветрови дувају по дужини језера током олуја. То узрокује гомилање воде на источном крају језера. Сичеви узроковани олујом могу нанети штету на копну. Током једне олује у новембру 2003. године, ниво воде у Буфалу порастао је за 7 ft (2,1 m) са таласима од 3,0–4,6 метара. У међувремену, на западном крају језера, Толедо је доживео сличан пад нивоа воде.
- Историјски висока вода. У лето 1986. године, језеро Ири је достигло свој највиши ниво на 5,08 ft (1,55 m) изнад просека.[22] Рекорд у високим водама постављен је од априла 1986. до јануара 1987. Нивои су се кретали 1,32—1,55 m изнад proseka.[22]
- Историјски ниска вода. У зиму 1934. године, језеро Ири достигло је најнижи ниво на 1,5 ft (0,46 m) испод просерка.[22] Месечни рекорди ниског водостаја постављени су од јула 1934. до јуна 1935. Током овог дванаестомесечног периода водостаји су се кретали око 1,5 ft (0,46 m).[22]